# Pandareos

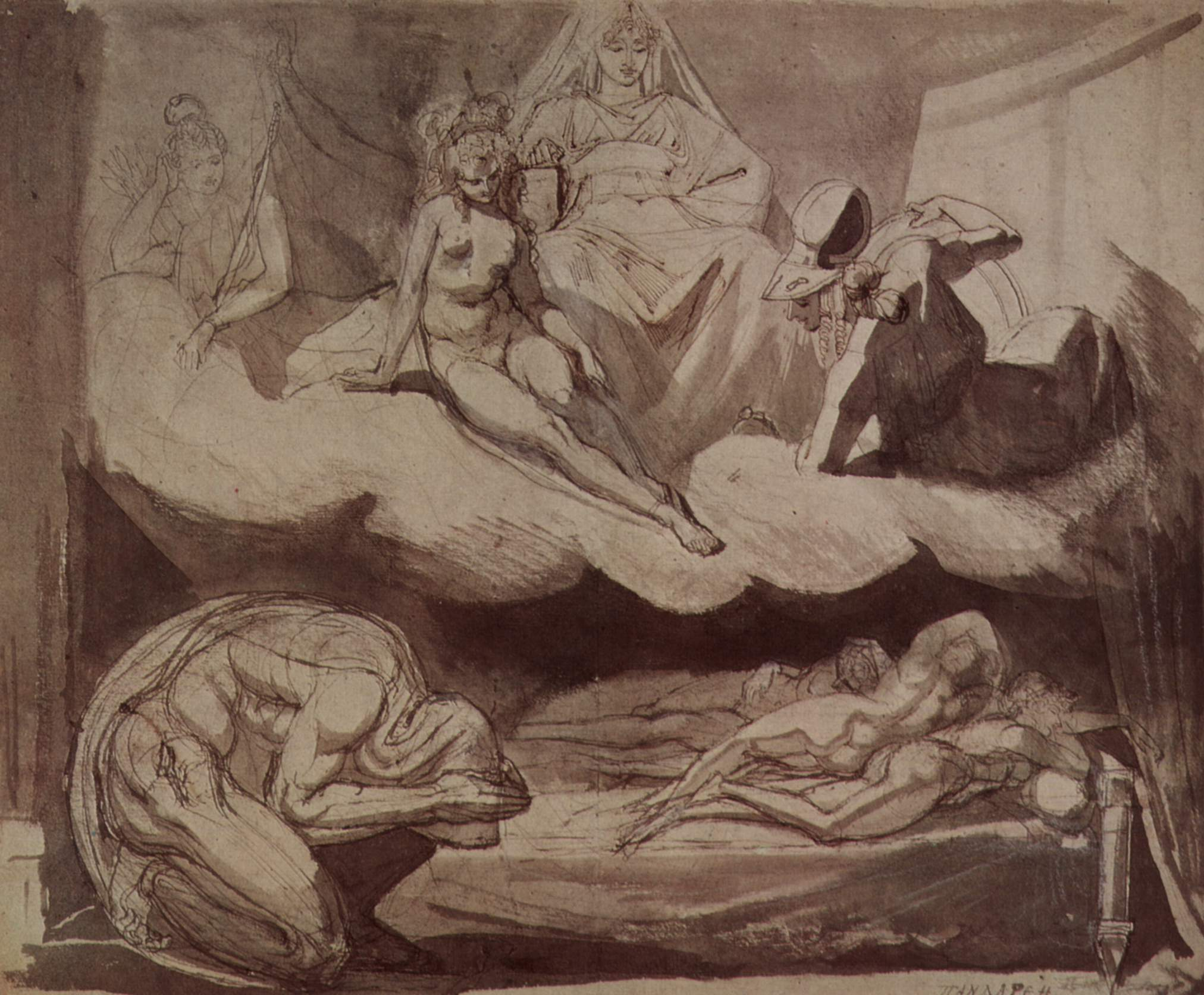
Johann Heinrich Füssli, Die Töchter des Pandareos, um 1795, Kunsthaus Zürich

Pandareos (altgriechisch Πανδάρεως Pandáreōs, lateinisch Pandareus) ist in der griechischen Mythologie der Sohn des Merops, des Königs von Milet, und zwar entweder der ionischen oder der kretischen Stadt des Namens; er wird einer der Urväter der Menschheit genannt.

## Mythen
Der Sage nach stahl Pandareos den goldenen Hund, der das Heiligtum des Zeus auf Kreta bewachte, und trug ihn zum Berg Sipylos, wo er das Tier bei Tantalos versteckte. Als der Dieb es später zurückforderte, schwor Tantalos, den Hund nie erhalten zu haben; man sagte auch, es sei Hermes gewesen, der – vom Göttervater gesandt – nach dem Tier fragte. Zeus verwandelte Pandareos zur Strafe in Stein, den meineidigen Tantalos aber streckte er mit einem Blitz nieder und stürzte den Sipylos auf ihn. In einer anderen Version konnte Pandareos noch über Athen nach Sizilien fliehen, bevor er umkam.
Mit seiner Gattin Harmothoë hatte er mehrere Töchter. Die älteste war Aëdon, die beiden jüngsten hießen wohl in der älteren Überlieferung Kameiro und Klytia (in Überlieferungen der Scholien Kleothera und Merope). In der Odyssee wird erzählt, dass die Töchter des Pandareos – gemeint sind die jüngeren, die ältere Aëdon scheint spätere Zutat zu sein – nach dem Tod ihrer Eltern von Aphrodite, Hera, Artemis und Athena aufgezogen und reich beschenkt, dann aber von den Harpyien verschleppt und den Erinnyen als Dienerinnen übergeben wurden.
Antoninus Liberalis berichtet, Demeter habe dem Pandareos die Gabe verliehen, soviel essen zu können, wie er wollte, ohne dass ihm übel wurde.

## Rezeption
Der Berg Mount Pandareus in Kanada ist nach Pandareos benannt.